# 埼玉回生病院
埼玉回生病院（さいたまかいせいびょういん）は、埼玉県八潮市にある病院。医療法人社団協友会が運営し、中央医科グループに所属している。

## 概要
療養病床と地域包括ケア病床を併せ持つ病院である。

## 沿革
- 1980年（昭和55年） - 高齢者専門病院として開院[1]。
- 2008年（平成20年）
  - 4月 - 上尾中央医科グループに加入。
  - 8月 - 歯科診療の開始。
- 2012年（平成24年） - 新棟の竣工。

## 標榜科
- 内科
- 老年内科
- 循環器内科
- 漢方内科
- 呼吸器内科
- アレルギー科
- 神経内科
- 皮膚科
- 泌尿器科
- リハビリテーション科
- 歯科
- 歯科口腔外科

## 医療機関の指定・認定
- 保険医療機関[2]
- 労災保険指定医療機関[2]
- 身体障害者福祉法指定医の配置されている医療機関[2]
- 生活保護法指定医療機関[2]
- 結核指定医療機関[2]
- 難病の患者に対する医療等に関する法律に基づく指定医療機関[2]
- 原子爆弾被害者一般疾病医療取扱医療機関[2]
- 特定疾患治療研究事業委託医療機関[2]
- 在宅療養後方支援病院[2]

## 交通アクセス
- つくばエクスプレス 八潮駅より徒歩7分[3]。